# スンダ海峡津波

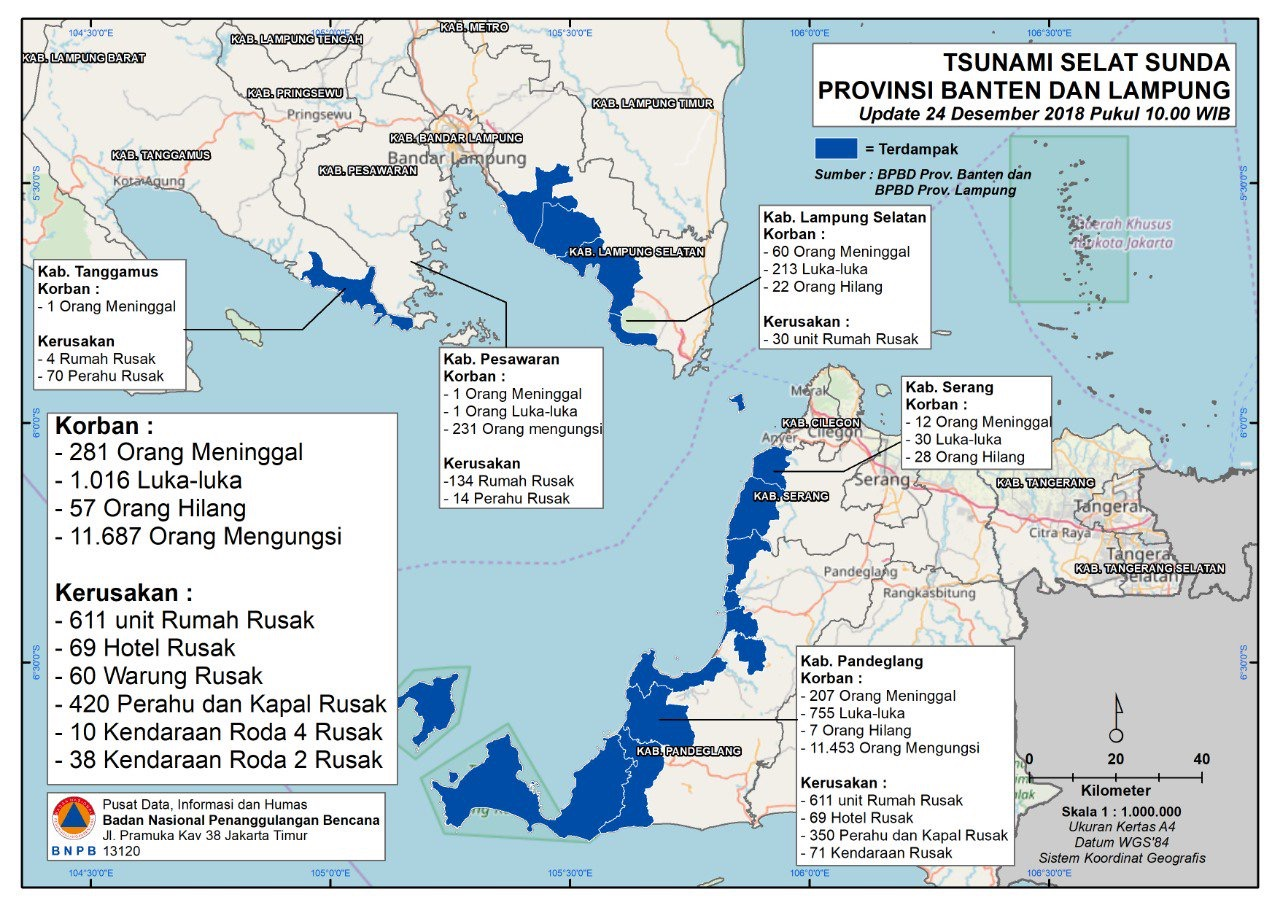
被災地、青色部分は津波の到達範囲

スンダ海峡津波（英語: 2018 Sunda Strait tsunami）は、2018年12月22日、インドネシアのスンダ海峡周辺を襲った大津波である。火山島アナク・クラカタウ島で起きた山体崩壊で大量の土砂が海へ流れ込み発生した。

## 概要
スンダ海峡北方に位置するアナク・クラカタウ山は東西2.1キロメートル、南北2.1キロメートルの大きさがあり標高は300メートルを超える溶岩流から成る火山島だったが、12月22日に発生した大規模な山体崩落の結果、元の規模の3分の1まで体積が減少した。
この山体崩落によって64ヘクタール、1億5000万から1億8000万立方メートルにも及ぶアナク・クラカタウ山を構成していた土砂が火山南西部の水深270メートルに達する海底へ向かって崩れ落ちる海底地すべりが発生した。この結果、押しのけられた海水が島の南側へと波及する大規模な津波が発生し、アナク・クラカタウ山の南側に位置していたスンダ海峡周辺島であるジャワ島およびスマトラ島沿岸部に到達し甚大な被害を引き起こした、と考えられている。
インドネシア海洋・水産省の依頼により、日本の東北大学津波工学教授今村文彦と中央大学海岸工学教授有川太郎が2018年12月28日から翌29日の2日間にかけて行ったジャワ島被災地における現地調査の結果、「津波の高さは3〜4メートル」「標高13メートル付近まで遡上した場所を確認」「短い周期で次々と押し寄せた今回の津波は、地震による津波より瞬間的な破壊力が強かった」などと言及した。
東京大学地震研究所が2019年1月5日に発表した津波の最大波高シミュレーションでは、山体崩落直近では最大20メートル以上だがアナク・クラカタウ山から離れると波の高さは急速に減少、しかしジャワ島西岸には3メートルを超える津波が到達した可能性を示唆すると共に、西岸のカリタには津波発生から38分後に第一波が到達したことを示している。またアナク・クラカタウ山北方のスマトラ島においてもカリアンダ付近で最も波が高くなる可能性を示した。
ひまわり8号による赤外線画像を分析すると、2018年12月22日20時50分頃から大規模な噴煙がアナク・クラカタウ山から生じたことを確認できている。

## 噴火まで
アナク・クラカタウ山はクラカタウ火山を構成する火山島のひとつであり、1883年のクラカタウ火山の大規模噴火で周辺が海没した後、1930年に火山の中心部として新たに海面隆起した火山島である。「アナク・クラカタウ」は「クラカタウの子」を意味するインドネシア語であり、1883年のクラカタウ山の噴火で大規模な津波が発生し、3万6000人を超える死者が発生した過去がある。
火山活動は2018年6月から継続しており、特に2018年10月から11月にかけては今回の規模を超える大きな噴火があった。ただし、イギリス・クイーンズランド大学の火山学者 Teresa Ubide によれば、これは異常の兆候ではなく、火山噴火が継続すること自体は通常の噴火活動のひとつであるとした。

## 噴火と山体崩壊
2018年12月22日に発生した津波災害の主原因であるアナク・クラカタウ山の噴火とそれに伴う山体崩壊により、64ヘクタールに及ぶ土砂が海に向かって滑り落ちた。この山体崩壊による地滑りは海底にまで及び、これが主原因となって津波災害が発生した。
また、欧州宇宙機関の人工衛星センチネル1が2018年12月22日に撮影した同火山の画像で、山体南側の大部分が海へ崩落したことが判明している。
東京大学地震研究所の分析によれば、山頂を含む火山南西側の大部分がクラカタウ山のカルデラを構成していた急斜面・水深270メートルの海底に向けて崩落したために発生した津波であると考えている。

## 津波到達
発生した津波はインドネシア中部のジャワ島、スマトラ島の沿岸部に到達し、多くの家屋に損害を与え、多数の死傷者を出した。このとき、住民に対する津波警報は発令されず、住民は無警戒のまま被災した。
なお被災直後の海岸付近映像記録が存在しており、インドネシアの人気ロックバンドである「セブンティーン」は津波発生当時、ジャワ島西部タンジュンレスンの海岸沿いに建てたテント内でライブ演奏中であったが、この映像では到達した大津波が演奏中無警戒のバンドメンバー、機材、観客約200人を押し流す様子が記録されている。このバンドはリードボーカル以外のメンバー全員が死亡した。
住民への事前警報が発令されなかった背景は津波発生のメカニズムに原因が求められるもので、これまでにインドネシアで発生した津波のほとんどが地震を原因とするものだったが、今回は山体崩落が主原因であり、地震波などの前兆を捉えることができなかった。
インドネシアの災害対策本部報道官はこの問題に対し、「インドネシアには地滑りや火山噴火に対する早期警戒システムは存在しない」「現時点で存在する早期警戒システムは全て地震活動に主眼を置くもの」などとTwitterで発言した。また、同報道官は「インドネシアの津波ブイは予算不足により2012年以降運用されていない」とも指摘している。インドネシア国家防災庁 (BNPB)も当初、津波の原因を満月による高波として言及したが、後にこれを撤回し海中の地滑りによるものとした。

## 噴火後
噴火から1週間が経過した2018年12月30日に至っても、アナク・クラカタウ山周辺では斜面からの岩石、火山灰などの崩落が続いている。
インドネシア大統領ジョコ・ウィドドは2018年12月23日、犠牲者追悼を表明した上でインドネシア国内の全津波警報システム確認を指示した。
また、インドネシアの火山地質災害軽減センター (CVGHM) によれば、アナク・クラカタウ山の標高は噴火前の338メートルから110メートルとなり、2018年12月24日から同月27日までにかけての山体の総体積は1億5000万から1億8000万立方メートル減少し、2018年12月30日時点で4000万から7000万立方メートルとなったことを発表している。これは噴火前の3分の1である。
2018年12月25日時点で新たな津波の可能性があることを政府報道官が言及しており、今後更に大規模噴火を起こす可能性が高まったとして、インドネシア政府は2018年12月27日にアナク・クラカタウ山の警戒レベルを上から2番目のレベルとなる「レベル3」に引き上げ、同時に立ち入り禁止区域も火口から5キロメートル圏内に拡大した。また同日、インドネシア技術評価応用庁は海底地滑りにも対応可能な新しい津波警報システムを構築することを発表した。イギリスの英国放送協会（BBC）の取材に対しては2019年度から新しい津波観測ブイの設置を始めることを述べている。

## 時系列
2018年6月
アナク・クラカタウ山の噴火活動開始。
2018年10月-11月
爆発的噴火が発生。
2018年12月22日
噴火による山体崩落を原因とする大津波が発生。ジャワ島、スマトラ島沿岸部に到達し甚大な被害を引き起こす。
噴火活動は津波発生後も終息せず継続。
2018年12月23日
最大被害地域ジャワ島バンデグランの物的被害として家屋損壊430棟、ホテル9軒、船舶10隻が確認される。
インドネシア大統領ジョコ・ウィドドがインドネシア国内の全津波警報システム確認を指示。
2018年12月25日
インドネシア政府が新たな津波発生の可能性に言及。
インドネシア技術評価応用庁は海底地滑りにも対処可能な新たな津波警報システムの構築を進めることを発表。
被災地域周辺に救援のための重機が投入。しかし周辺道路が津波到達の影響により寸断され、救援活動の遅延が発生。
2018年12月27日
インドネシア政府が再噴火に備えアナク・クラカタウ山警戒レベルを「レベル3」に引き上げ。同時に立ち入り禁止区域も火口から5キロメートル圏内に拡大。
2018年12月28日-29日
インドネシア政府が人的被害を死者426人、負傷者7202人、行方不明者29人、避難者4万3386人と発表。
インドネシア海洋・水産省の要請で東北大学と中央大学が合同でジャワ島被災地の現地調査を実施。

## 被害
インドネシア国家防災庁の発表によれば、2018年12月28日時点での被害は、負傷者が7202人、行方不明者が29人、避難者が4万3386人である。また、インドネシア政府は2018年12月29日時点の発表で死者数を426人とし、従前より死者数が減少した理由として集計の一部に重複があったと説明した。
津波により最大の被害を被った地域はジャワ島のパンデグラン地域であり、津波発生時にバンデグランの海岸に多くの観光客が訪れていたことによる。2018年12月23日時点でのバンデグラン地域の物的被害は家屋損壊430棟、ホテル9軒、船舶10隻が報告されている。
甚大な被害を受けたアナク・クラカタウ山（アナク・クラカタウ島）周辺地域には重機が投入され、被災者の捜索支援が行われているが、周辺道路は封鎖され、救出活動に支障が生じていることを、2018年12月25日にイギリス・BBCは報じている。
ジャワ島最西端のスムール地区は一部地域が津波による道路や橋の崩壊で4日間孤立した。